# 耶路撒冷大道

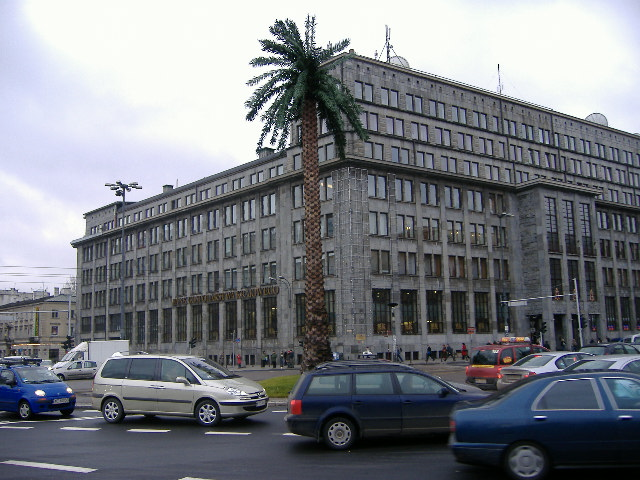
银行前的棕榈树

耶路撒冷大道（Aleje Jerozolimskie）是波兰首都华沙的主要街道之一，横贯市中心（Warszawa-Śródmieście）的东西轴线，连接西面的沃拉（Wola）和维斯瓦河另一边的普拉加（Praga）。 
这条道路的名称来源于1774年为犹太人建立的一个小村庄新耶路撒冷（Nowa Jerozolima）。通往华沙的道路称为耶路撒冷大道。虽然这个村庄建成不久就被废弃，大部分犹太人迁入市内，这个名称保留下来并沿用至今。华沙第一个火车站兴建于此。在19世纪后期，这条道路的最东端成为这个不断增长的城市最有代表性和最昂贵的地区。在20世纪初，尤其是1918年波兰恢复独立后，街道向西延长，而沃拉区最终纳入到城市。沿街的大部分房屋，包括新艺术运动和现代主义建筑的无价珍宝，都在华沙起义后被摧毁。二战之后，共产党当局拆除了剩余的建筑物，目前街道北侧由庞大的科学文化宫和华沙中央火车站主宰。战前建筑唯一幸存的部分位于街道南侧。